# 上野合村
上野合村（かみのあいむら）は茨城県東茨城郡にかつて存在した村である。

## 地理
- 現在の茨城町の南部に位置する。
- 村域のほとんどは台地になっているが、涸沼川の支流の周辺は平地になっている。

## 歴史
村名はかつて存在した野合郷に由来する。

### 村域の変遷
- 1889年（明治22年）4月1日 - 町村制施行により、鳥羽田村・神谷村・南島田村・下座村・生井沢村・小幡村・上雨ヶ谷村・下雨ヶ谷村が合併し東茨城郡上野合村が発足。
- 1955年（昭和30年）2月11日 - 長岡町・川根村・鹿島郡沼前村と合併し東茨城郡茨城町が発足。同日上野合村廃止。
- 1978年（昭和53年） - 旧上野合村域の上雨ヶ谷の一部が美野里町に編入。

変遷表
| 1868年 以前 | 1868年 以前     | 明治 初年頃 | 明治22年 4月1日 | 昭和30年 2月11日 | 昭和53年 | 平成18年 3月27日 | 現在   |
| ----------- | --------------- | ----------- | --------------- | ---------------- | -------- | ---------------- | ------ |
|             | 鳥羽田村        | 鳥羽田村    | 上野合村        | 茨城町           | 茨城町   | 茨城町           | 茨城町 |
|             | 秋葉村          |             | 上野合村        | 茨城町           | 茨城町   | 茨城町           | 茨城町 |
|             | 神谷村          |             | 上野合村        | 茨城町           | 茨城町   | 茨城町           | 茨城町 |
|             | 島田村          | 南島田村    | 上野合村        | 茨城町           | 茨城町   | 茨城町           | 茨城町 |
|             | 下座村          |             | 上野合村        | 茨城町           | 茨城町   | 茨城町           | 茨城町 |
|             | 生井沢村        |             | 上野合村        | 茨城町           | 茨城町   | 茨城町           | 茨城町 |
|             | 小幡村          |             | 上野合村        | 茨城町           | 茨城町   | 茨城町           | 茨城町 |
|             | 下雨ヶ谷村      |             | 上野合村        | 茨城町           | 茨城町   | 茨城町           | 茨城町 |
|             | 上雨ヶ谷村      |             | 上野合村        | 茨城町           | 茨城町   | 茨城町           | 茨城町 |
|             | 美野里町 に編入 | 小美玉市    | 上野合村        | 茨城町           | 小美玉市 |                  |        |

## 人口・世帯

### 人口
総数 [単位： 人]
| 1891年（明治24年） | 2,713 |
| 1920年（大正 9年） | 4,058 |
| 1935年（昭和10年） | 4,495 |
| 1950年（昭和25年） | 5,632 |

### 世帯
総数 [単位： 世帯]
| 1920年（大正 9年） | 883   |
| 1935年（昭和10年） | 815   |
| 1950年（昭和25年） | 1,037 |

## 交通

### 道路
- 一級国道
  - 国道6号（水戸街道）